# Stałe Przedstawicielstwo Rzeczypospolitej Polskiej przy Organizacji Współpracy Gospodarczej i Rozwoju w Paryżu
Stałe Przedstawicielstwo Rzeczypospolitej Polskiej przy Organizacji Współpracy Gospodarczej i Rozwoju w Paryżu (ang. Permanent Representation of the Republic of Poland to the Organisation for Economic Co-operation and Development) – misja dyplomatyczna reprezentująca Polskę wobec Organizacji Współpracy Gospodarczej i Rozwoju (OECD).

## Historia
Podczas procesu akcesji Polski do OECD i we wcześniejszym okresie, za relacje z organizacją odpowiadał dwuosobowy Pion ds. Współpracy z OECD, funkcjonujący w ramach Biura Radcy Ekonomiczno-Handlowego (BREH) przy Ambasadzie RP w Paryżu. Pion znajdował się przy 76, rue de la Faisanderie w XVI dzielnicy, w pobliżu głównej siedziby Organizacji.
Z 1 stycznia 1997 Pion przekształcono w Stałe Przedstawicielstwo Rzeczypospolitej Polskiej przy OECD w Paryżu. Placówką kierował wówczas chargé d’affaires Mieczysław Szostak. 13 maja 1997 pierwszym Stałym Przedstawicielem RP przy OECD w randze Ambasadora został Jan Woroniecki. W trakcie 1997 skład placówki zwiększono o trzy etaty merytoryczne, a na początku 1998 o jeszcze jeden.
Wiosną 1998 zakupiono budynek na nową, niezależną siedzibę Przedstawicielstwa pod adresem 136 rue Longchamp (XVI dzielnica). Po zakończeniu remontu, Stałe Przedstawicielstwo przeniosło się do nowej siedziby wiosną 2002.